# Abdulrahman Mohamed
Abdulrahman Mohamed Abdullah (arabe : عبدالرحمن محمد عبدالله), né le 1er octobre 1963 à l'époque dans les États de la Trêve et aujourd'hui aux Émirats arabes unis, est un joueur de football international émirati qui évoluait au poste de défenseur.

## Biographie

### Carrière en sélection
Abdulrahman Mohamed dispute sept matchs rentrant dans le cadre des éliminatoires du mondial 1990.
Il participe avec l'équipe des Émirats arabes unis à la Coupe du monde de 1990. Lors du mondial organisée en Italie, il joue trois matchs : contre la Colombie, l'Allemagne, et la Yougoslavie.
Il participe également à la Coupe d'Asie des nations de 1988.